# Glaucorhoe
Glaucorhoe là một chi bướm đêm thuộc họ Geometridae.